# Bodens Energi Arena
Bodens Energi Arena är en evenemangsarena i Boden. Den invigdes den 6 juni 2008 under namnet Boden Arena, uppförd på delar av det område som fram till 2005 utgjorde Bodens helikopterflygplats. Anläggningen består av en fotbollsplan och en inomhushall för handboll och innebandy. Bägge delarna kan var för sig eller tillsammans hysa även icke-sportevenemang. Maximal publikkapacitet för evenemang inom fotbollsdelen, till exempel konserter, är 15 000 personer.
Fotbollsplanen är hemmaarena för Bodens BK. Boden Energi Arena har fått statusen Uefa 2 Star, vilket gör den godkänd för internationella matcher som Uefa Europa League och landskamper.
Inomhushallen, med plats för 2 000 åskådare, är hemmaarena för handbollsklubben Boden Handboll IF samt innebandyklubben IBK Boden.

## Detaljer, fotbollsplanen
- Planmått: 105 x 68 meter.
- Belagd med uppvärmt och elbelyst konstgräs.
- Publikutrymmen med 5 000 sittplatser.